# Membranteknik

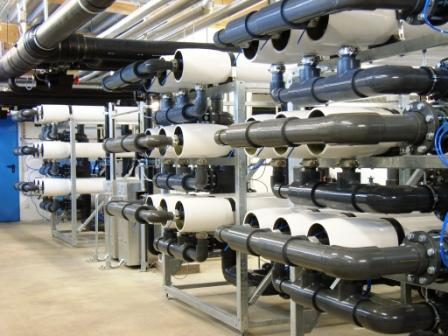
Filtreringsanläggning för en simbassäng.

Membranteknik sammanfattar ett antal separationsprocesser. Gemensamt för dessa processer är att ett semipermeabelt membran släpper igenom vissa komponenter, medan andra avskiljs . För att molekyler ska transporteras genom membranet krävs en drivande kraft. Denna kan skapas genom skillnader i tryck över membranet, skillnader i elektrisk potential, skillnader i temperatur, skillnader i koncentration eller skillnader i osmotiskt tryck. 
Den vätskan som har passerat genom membranet kallas permeat, medan den uppkoncentrerade vätskan, den som inte har passerat genom membranet, kallas retentat .

## Olika typer av membranprocesser

### Tryckdrivna processer
Mikrofilter (porstorlek > 0,1 µm) , ultrafilter (0,01 - 0,1 µm), nanofilter (0,001 - 0,01 µm) och omvänd osmos är exempel på membranprocesser där drivkraften är skillnad i tryck över membranet. Vätskan trycks alltså genom membranet, och vissa substanser avskiljs vid membranytan . 

### Skillnader i elektrisk potential
Exempel på en membranprocess där den drivande kraften är skillnader i elektrisk potential är elektrodialys .

### Skillnader i osmotiskt tryck
Forward osmosis (framåt osmos är möjligtvis en svensk översättning) är en teknik där osmotiskt tryck används som drivkraft .

## Tillämpningar
Membranteknik kan användas inom exempelvis dricksvattenberedning (såsom avsaltning med omvänd osmos) eller inom avloppsvattenrening (exempelvis membranbioreaktor). Membranteknik används även inom livsmedelsindustrin vid produktion av exempelvis juice .